# János Apáczai Csere
János Apáczai Csere (10 juni 1625 – 31 december 1659) was een Transylvaniaanse Hongaarse polyglot, pedagoog, filosoof en theoloog, beroemd om zijn Hongaarse Encyclopedie, het eerste tekstboek dat in het Hongaars werd geschreven. Hij wordt ook wel de Hongaarse Spinoza genoemd. 
Een van zijn leraren, Johann Heinrich Bisterfeld, regelde een beurs om een opleiding in Nederland te volgen. Hij begon aan de Universiteit van Franeker, later de Universiteit Leiden en de Universiteit van Utrecht. Hier schreef hij zijn beroemde Encyclopedie. 
In 1651 behaalde hij zijn doctoraat in de godgeleerdheid aan de Universiteit van Harderwijk. Dat jaar trouwde hij de Nederlandse  Aletta van der Maet, met wie hij terugkeerde naar Gyulafehérvár in Hongarije op verzoek van prins George II Rákóczi. In 1656 werd hij hoofd van de school in Kolozsvár. Hij overleed in 1659 op 34-jarige leeftijd.
In 2001 werd aan de Catharinakapel, de aula van de vroegere Universiteit van Harderwijk, een plaquette  onthuld ter gelegenheid van het feit dat Apáczai 350 jaar daarvoor in Harderwijk promoveerde. 

- Bibsys: 6018267
- Bibliothèque nationale de France: cb12784608p (data)
- Gemeinsame Normdatei: 126240086
- International Standard Name Identifier: 0000 0001 1064 0173
- Library of Congress Control Number: n83120819
- Nederlandse Thesaurus van Auteursnamen: 189937866
- Système universitaire de documentation: 143158538
- Virtual International Authority File: 56736630
- WorldCat: E39PBJhdcRtYPyPFkWQKFYmDbd